# 北外山
北外山（きたとやま）は、愛知県小牧市の地名。

## 地理

### 河川・池沼
- 大山川

### 交通
- 名鉄小牧線小牧口駅・間内駅
- 愛知県道25号春日井一宮線
- 愛知県道102号名古屋犬山線

### 施設
- 小牧北外山郵便局
- 北外山中央公園
- 県営北外山住宅
- みなみ保育園
- 小牧セントラルホテル
- 小牧市自動車学校
- 金剛禅総本山少林寺 愛知小牧道院

## 歴史

### 沿革
- 江戸時代 - 尾張国春日井郡北外山村として所在[1]。尾張藩小牧代官所支配[1]。
- 1633年（寛永10年） - 北外山入鹿新田村が分離したとみられる[1]。
- 1880年（明治13年） - 春日井郡の東西分割により、東春日井郡北外山村となる[1]。
- 1889年（明治22年） - 外山村大字北外山となる[1]。
- 1906年（明治39年） - 小牧町大字北外山となる[1]。一部が北外山入鹿新田に編入される[1]。
- 1950年（昭和25年） - 一部が大山に編入される[1]。
- 1955年（昭和30年） - 小牧市大字北外山となる[1]。
- 1969年（昭和44年） - 一部が東新町・緑町に編入される[1]。
- 1974年（昭和49年） - 一部が掛割町・若草町・桜井本町にそれぞれ編入される[1]。
- 1986年（昭和61年） - 一部が常普請・桜井にそれぞれ編入される[1]。
- 1988年（昭和63年） - 一部が小牧に編入される[1]。

### WEB
1. ↑  “読み仮名データの促音・拗音を小書きで表記するもの(zip形式) 愛知県” (zip).   日本郵便 (2024年2月29日). 2024年3月26日閲覧。
2. ↑  “市外局番の一覧” (PDF).   総務省 (2022年3月1日). 2022年3月22日閲覧。
3. ↑  “ナンバープレートについて”.   一般社団法人愛知県自動車会議所. 2024年1月21日閲覧。

### 書籍
1. 1 2 3 4 5 6 7 8 9 10 11 12 13  「角川日本地名大辞典」編纂委員会 1989, p. 478.